# Ido Wikipedie
Ido Wikipedie je jazyková verze Wikipedie v umělém jazyce ido. V srpnu 2020 obsahovala přes 31 000 článků a pracovalo pro ni 5 správců. Registrováno bylo přes 32 000 uživatelů, z nichž bylo asi 50 aktivních. V počtu článků byla 110. největší Wikipedie.